# Ілліно (Переслегинська волость)
Ілліно (рос. Ильино) — присілок в Великолуцькому районі Псковської області Російської Федерації.
Населення становить 76 осіб. Входить до складу муніципального утворення Переслегинська волость.

## Історія
Від 2014 року входить до складу муніципального утворення Переслегинська волость.

## Населення
| 2001 | 2002 | 2010 |
| ---- | ---- | ---- |
| 85   | ↘72  | ↗76  |